# Bảo tàng Khu vực ở Jarocin
Bảo tàng Khu vực ở Jarocin (tiếng Ba Lan: Muzeum Regionalne w Jarocinie) là một bảo tàng tọa lạc tại Quảng trường chợ, Jarocin, Ba Lan. Phương châm hoạt động của Bảo tàng là thu thập và giới thiệu các hiện vật và kỷ vật có liên quan đến vùng Jarocin. Các bộ sưu tập của Bảo tàng Khu vực ở Jarocin từng được đặt trong các tòa nhà lịch sử ở Jarocin.

## Lược sử hình thành
Ý tưởng lập Bảo tàng nảy sinh trong lễ kỷ niệm 700 năm thành lập Jarocin vào năm 1957. Bảo tàng Khu vực ở Jarocin chính thức được thành lập vào ngày 22 tháng 7 năm 1960. Bảo tàng hoạt động với tên hiện tại từ năm 1971.

## Triển lãm
Bộ sưu tập của Bảo tàng Khu vực ở Jarocin hiện đang bao gồm các triển lãm sau: khảo cổ (giới thiệu bộ sưu tập gạch dùng trong kiến trúc Gothic), lịch sử (triển lãm các tài liệu lưu trữ về vùng đất Jarocin), nghệ thuật (trưng bày các tác phẩm của nhà điêu khắc Władysław Marcinkowski), và dân tộc học. Ngoài các triển lãm thường trực, Bảo tàng Khu vực ở Jarocin còn tổ chức các cuộc triển lãm tạm thời, đôi khi tổ chức triển lãm ngoài trời trên quảng trường ngay bên ngoài tòa nhà của Bảo tàng, chẳng hạn như triển lãm mang tên "30 năm lễ hội Jarocin".